# 雄島
雄島（おしま）は福井県坂井市三国町安島にある島（無人島）。越前海岸にある島のひとつで、同海岸中もっとも大きな島である。越前加賀海岸国定公園に含まれている。

## 概要
面積は約10.2ヘクタールで、周囲2キロメートルは海食崖になっている。島全体が流紋岩でできており、近隣の東尋坊同様に柱状節理が発達しているほか、板状節理も見ることができる。スダジイ、タブノキ、シロダモのように温暖な気候を好む植物が生えている。
島の西側斜面上に雄島灯台が建てられている。

## 名所
磁石岩
何らかの理由で熱残留磁気が特に強く、近くに置いた方位磁針の向きがずれるほどの岩が何か所かある。雷に打たれたせいで磁界ができたとも言われる。
瓜割の水
海岸に近い場所に湧く小さな泉だが、塩気のない真水である。雄島に降った雨が地中の節理に沿って流れ出た地下水で、夏でも冷たく、泉に入れた瓜が割れたとされる。
大湊神社
白雉年間に勤請されたと伝えられる式内社。源義経が落ち延びる際に立ち寄って家臣の兜を奉納した、社が朝倉義景の後援を受けていた際に明智光秀が訪れて漢詩を詠んだという話もある。
かつての社殿は織田信長の兵によって焼き払われており、21世紀に残る社は棟札によると元和7年（1621年）に造立されたものである。本殿・拝殿ともに福井県の文化財に指定されている。

## ギャラリー

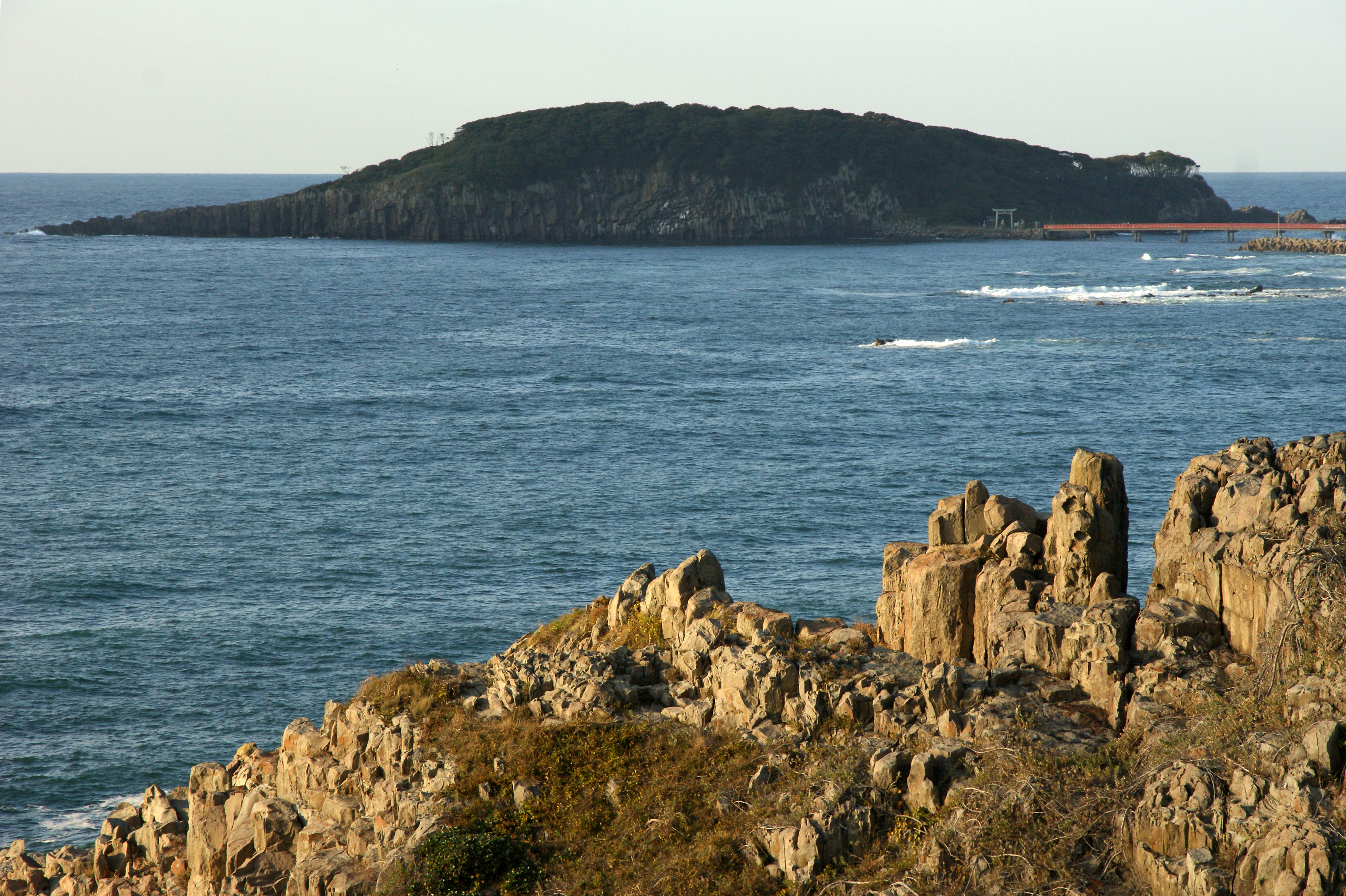
東尋坊から望む雄島。
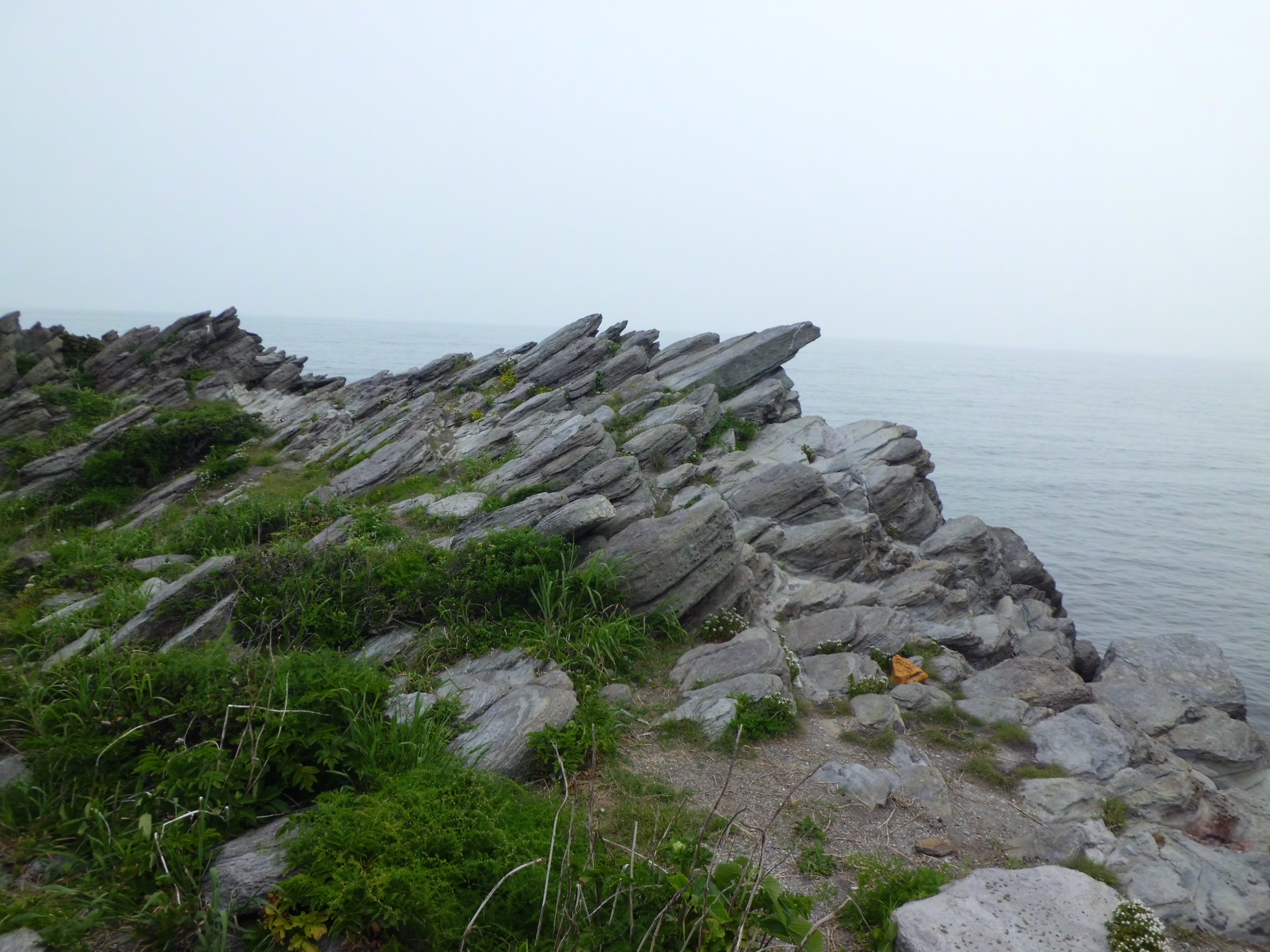
磁石岩。先端部の数か所で方位磁針が異常を示す。
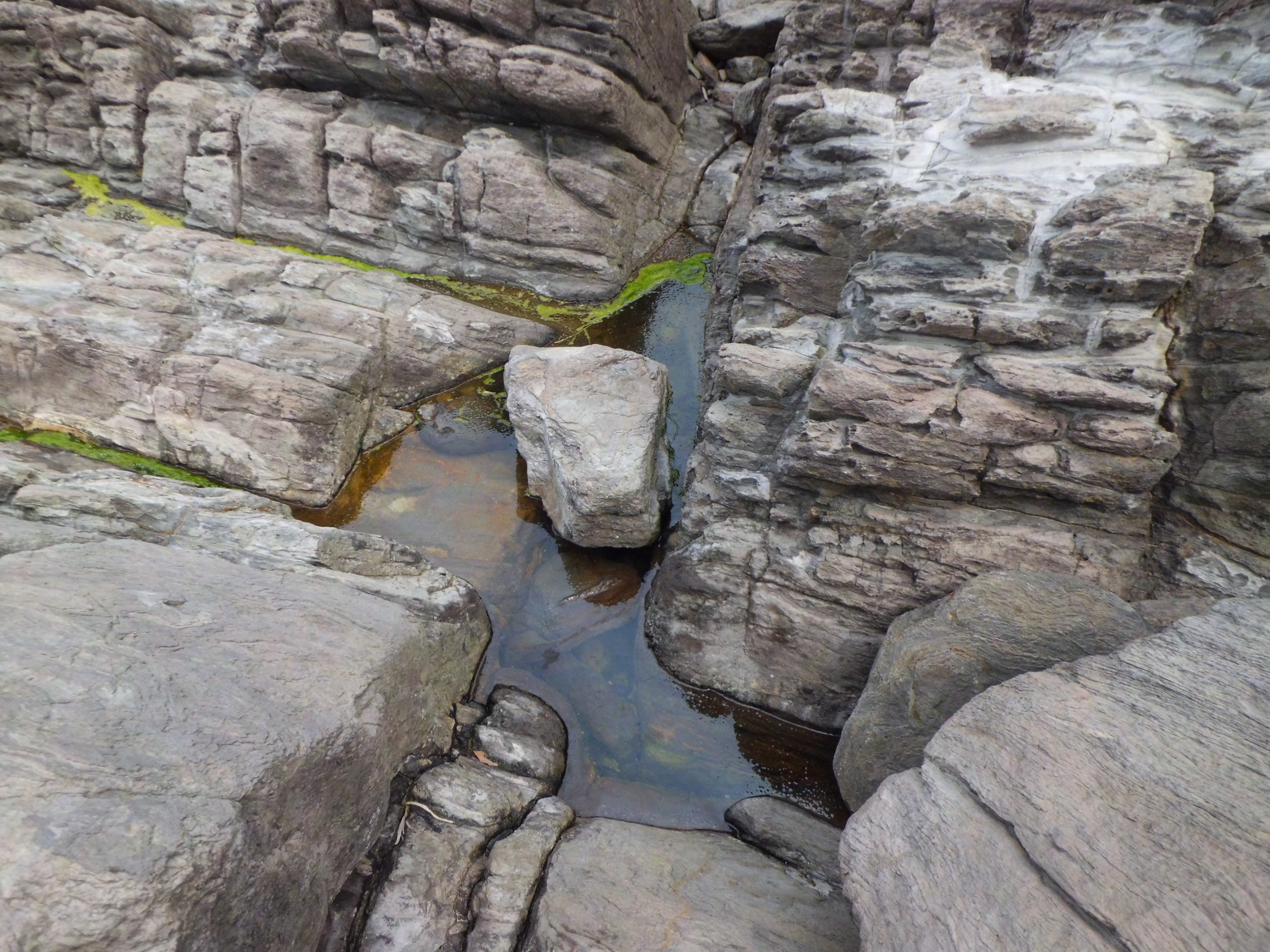
瓜割の水
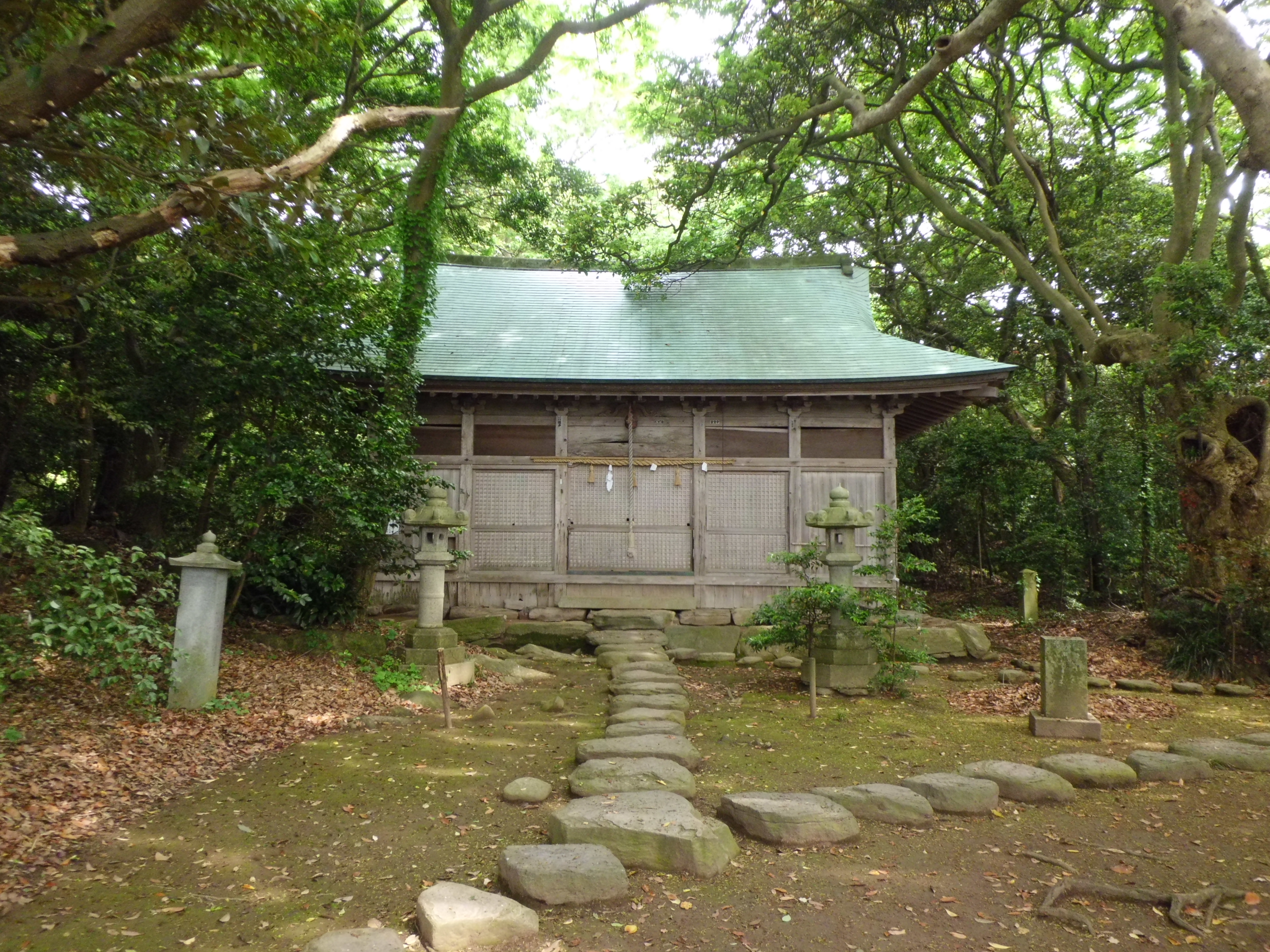
大湊神社 拝殿。この真後ろに本殿がある。
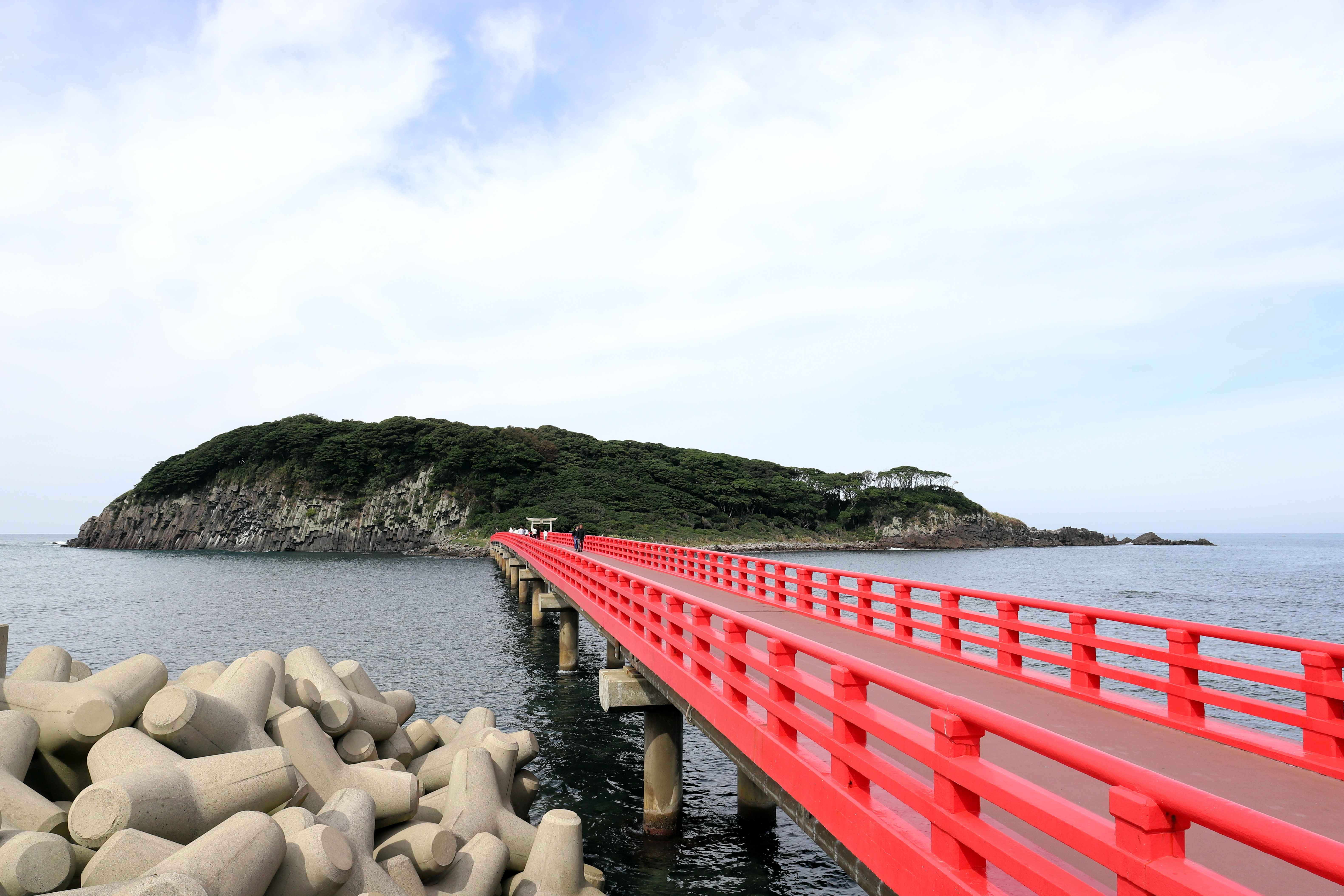
雄島へ渡る雄島橋
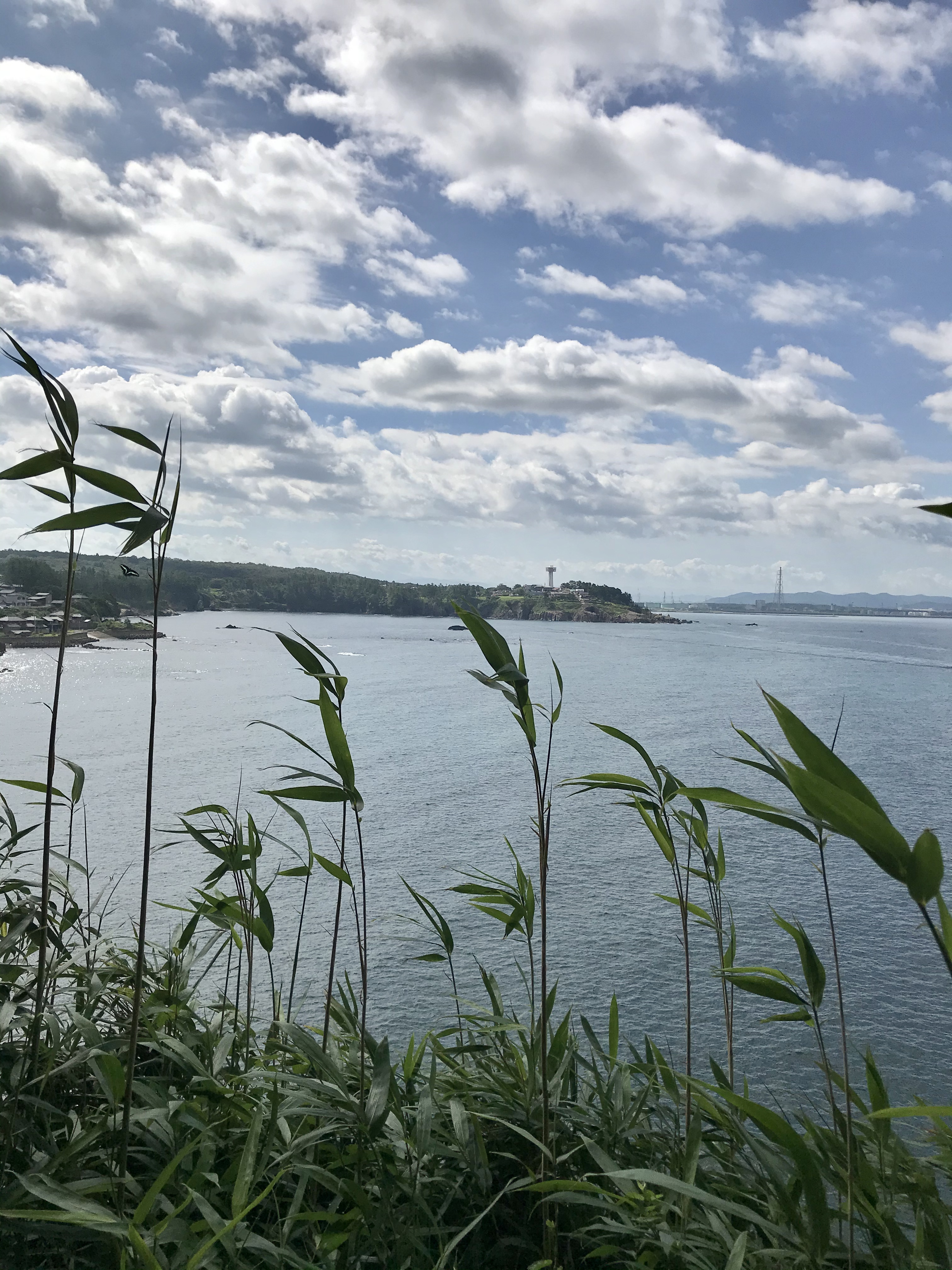
雄島から東尋坊を望む
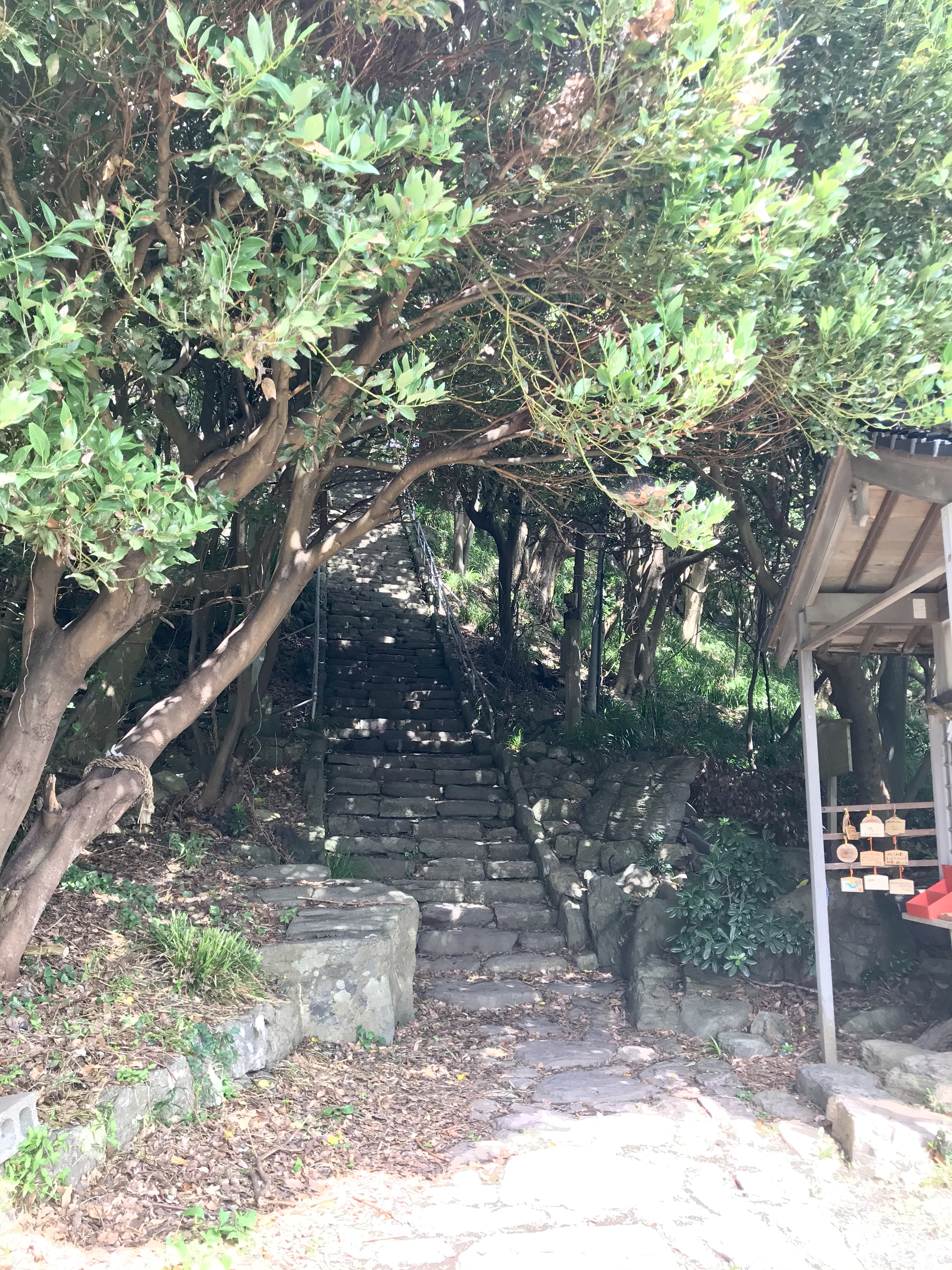
大湊神社参道の石段
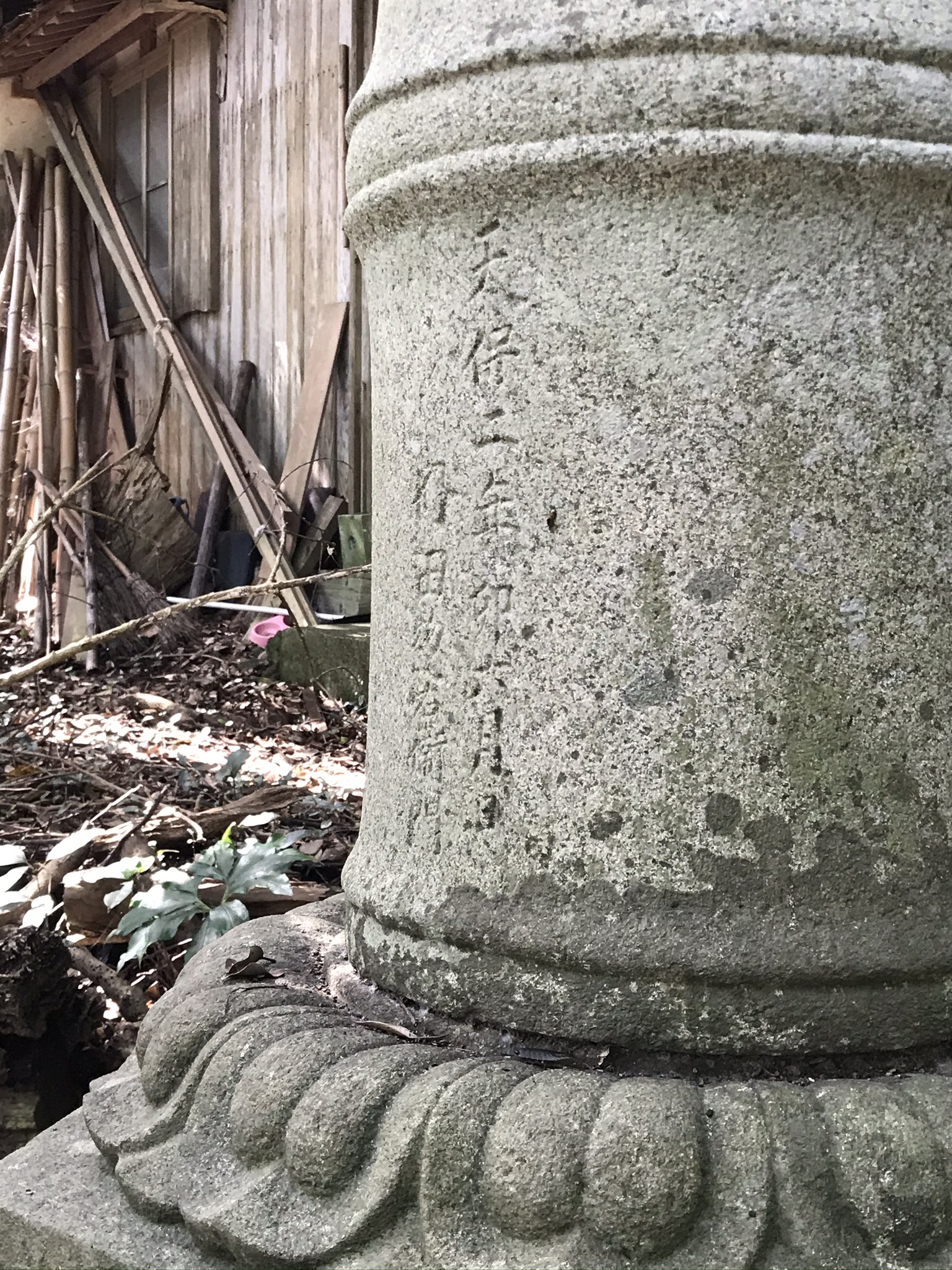
三国の豪商内田惣右衛門が寄進した石灯篭
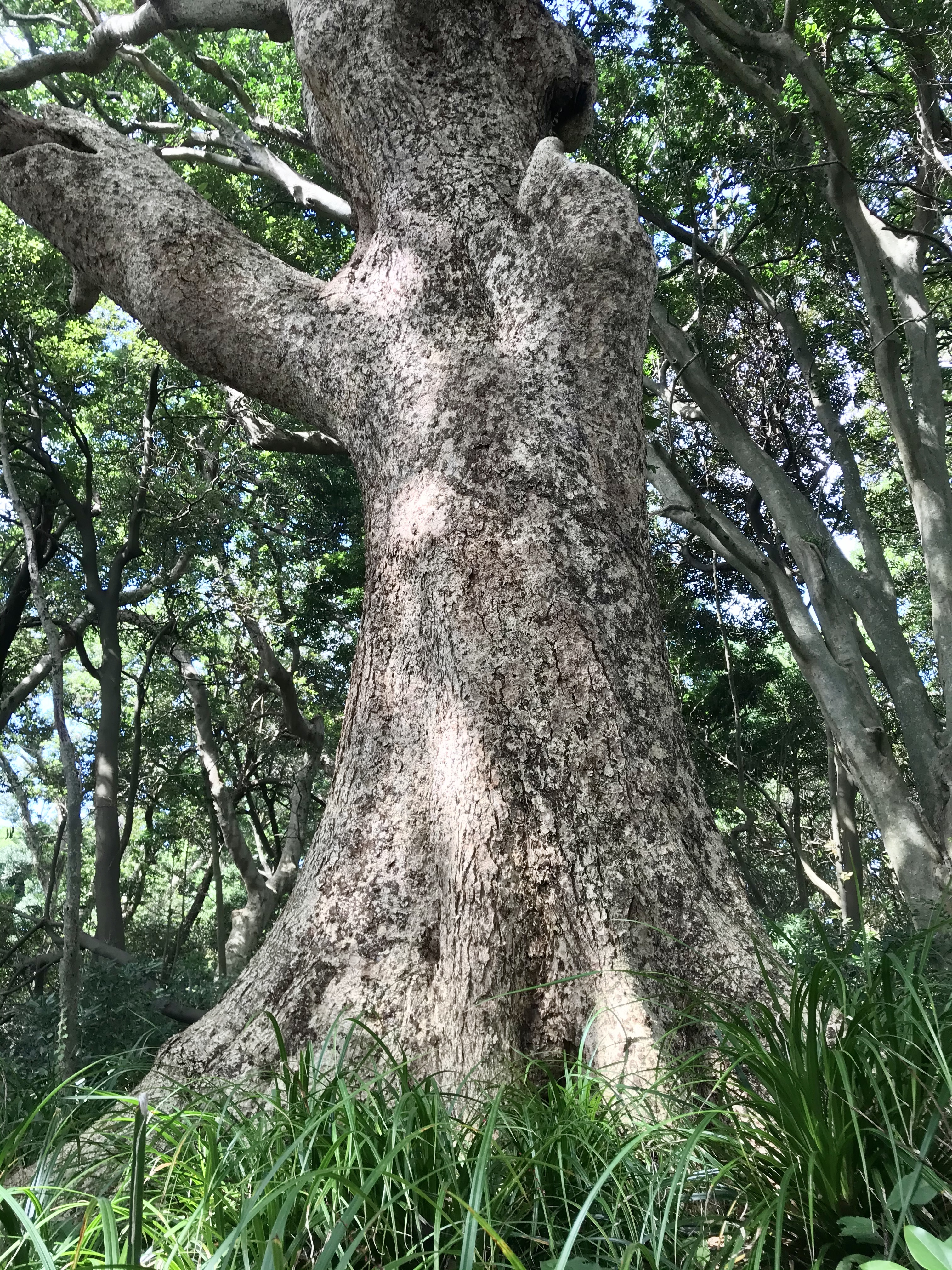
タブノキの巨木
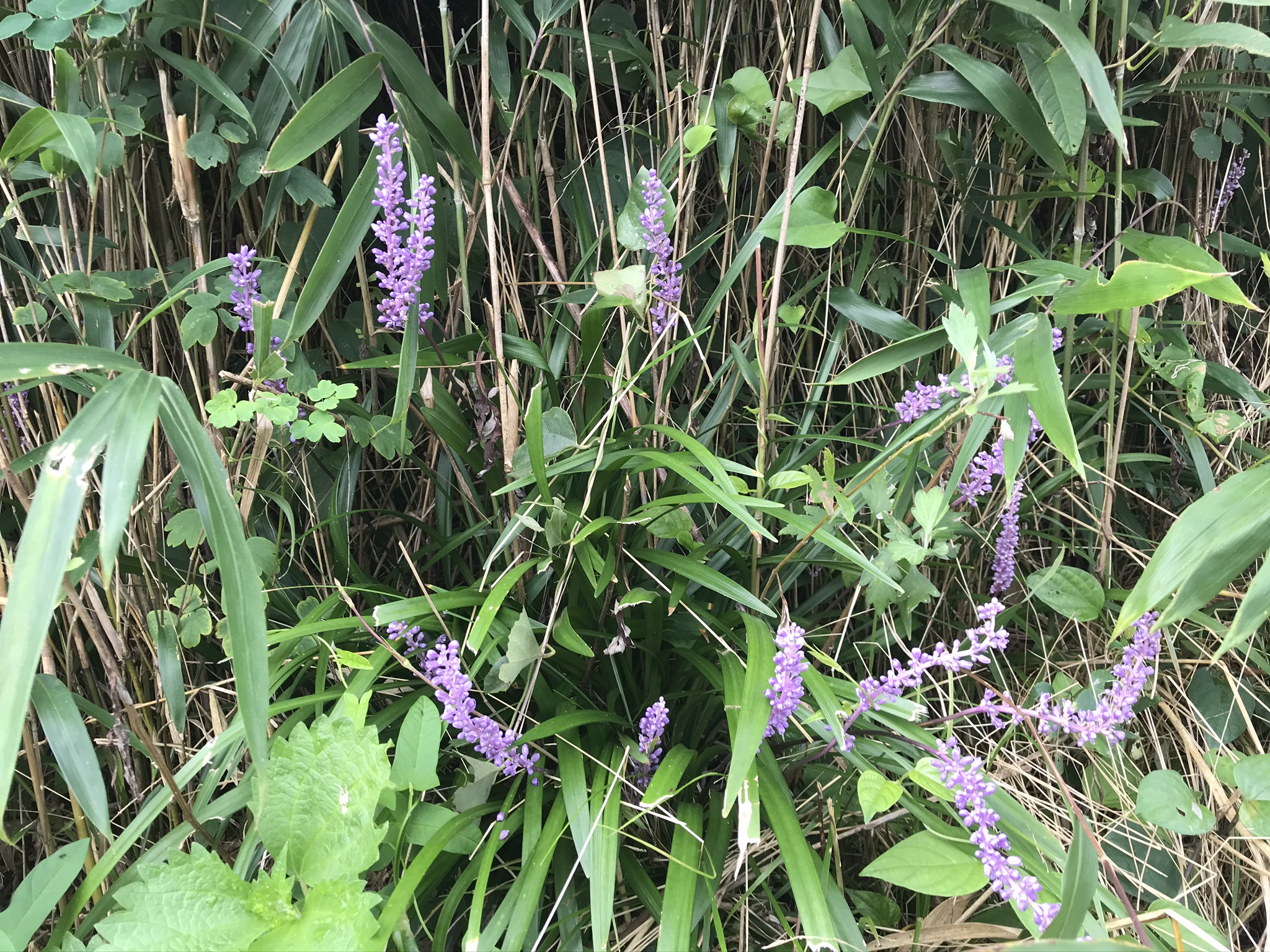
ヤブラン
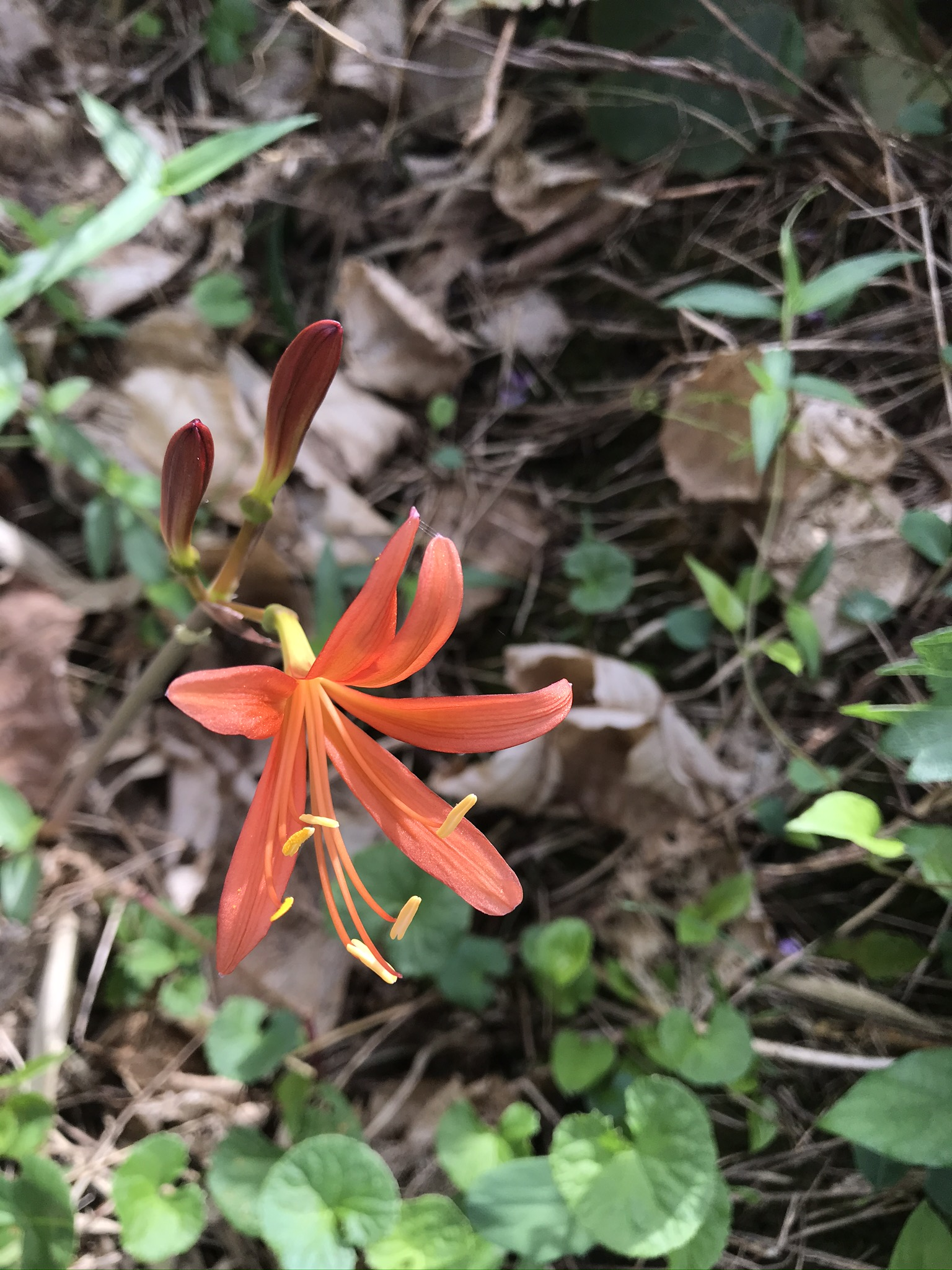
キツネノカミソリ
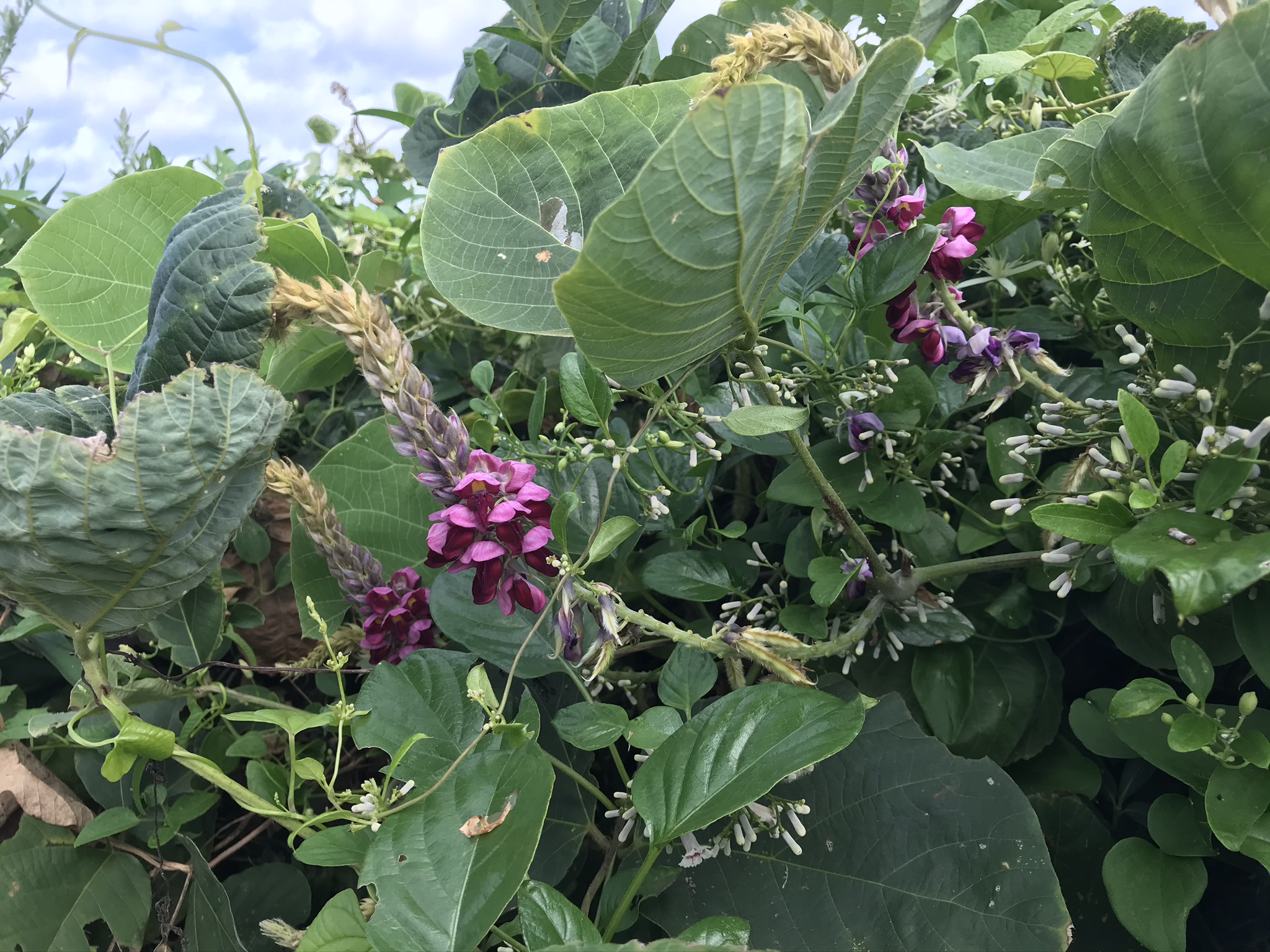
クズ
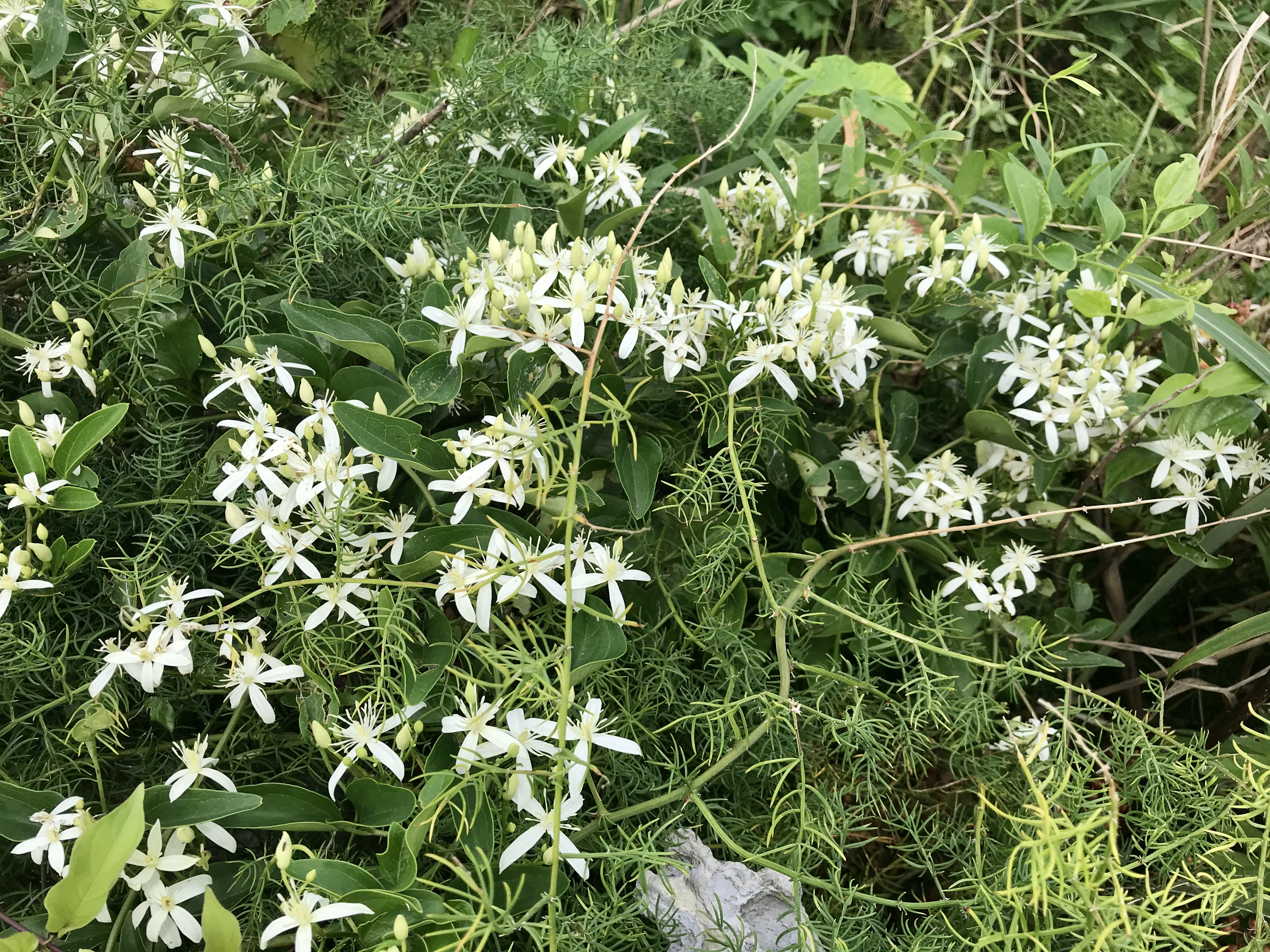
センニンソウ

## 交通アクセス
- 北陸新幹線・ハピラインふくい線 芦原温泉駅から 京福バス 85・97系統（東尋坊線）「龍翔博物館前」行きで「安島（あんとう）」下車、徒歩10分。このバス路線はえちぜん鉄道三国芦原線 あわら湯のまち駅からも利用できる。
- えちぜん鉄道三国芦原線 三国駅から 京福バス 84・96系統（東尋坊線）「芦原温泉駅」行きで「安島」下車、徒歩10分。このバス路線は同線の三国港駅からも利用できる。

島へは安島漁港から雄島橋が架かっており、徒歩または自転車でアクセス可能。橋の本土側そばに駐車場がある。駐車場まではE8 北陸自動車道 金津ICから、主に広域農道「坂井丘陵フルーツライン」経由、約17 km。